# Агнес Австрийска
Агнес Австрийска (на немски: Agnes von Österreich; * 1206; † 29 август 1226) от династията Бабенберги, е херцогиня на Саксония.

## Биография
Тя е втората дъщеря на австрийския херцог Леополд VI фон Бабенберг (1176 – 1230) и съпругата му принцеса Теодора Ангелина (1180/1185 – 1246) от византийската императорска династия Ангели. Сестра е на австрийския херцог Фридрих II, на Маргарет, омъжена през 1225 г. за германския крал Хайнрих VII и през 1252 г. за краля на Бохемия Отокар II, и на Гертруда, омъжена през 1238 г. за ландграф Хайнрих Распе IV, антикрал на Германия.
Агнес Австрийска се омъжва през 1222 г. за саксонския херцог Албрехт (1175 – 1261) от фамилията Аскани. Тя е първата му съпруга. През 1228/1229 г. той пътува заедно с император Фридрих II до Йерусалим.
След нейната смърт Албрехт I се жени през 1238 г. за Агнес от Тюрингия (* 1205; † 1246), дъщеря на ландграф Херман I.

## Деца
Агнес Австрийска и Албрехт I имат децата:
- Бернхард († сл. 1238)
- Юдит Саксонска (1223; † пр. 2 февруари 1267); ∞ 17 ноември 1239 крал Ерик от Дания (1216 – 1250); ∞ Бурхард VII фон Кверфурт, бургграф на Магдебург (1273 – 1313)
- Анна Мария († 7 януари 1245); ∞ херцог Барним I от Померания (1210 – 1278)
- Бригита (Юта) († 4 април 1266), (сгодена с Ото фон Брауншвайг); ∞ пр. 1255 маркграф Йохан I фон Бранденбург (1213 – 1266)
- Матилда (Мехтхилд) († 28 юли 1266); ∞ ок. 1241 граф Йохан I фон Холщайн-Кил